# Wet Hot American Summer
Pour plus de détails, voir Fiche technique et Distribution.
Wet Hot American Summer est un film américain de David Wain, sorti en  2001.

## Synopsis
Wet Hot American Summer est une parodie de "college movie". Au début des années 1980, un groupe d'étudiants hauts en couleur passe son dernier jour de vacances en camp d´été dans le Maine. C'est le moment de faire des rencontres amoureuses. De désirs en frustrations sexuelles, de peines de cœur en petits soucis, ces jeunes gens en quête de bonheur verront leur vie marquée à jamais par ce mois d´août pas comme les autres. Beth, la directrice du camp, tombe amoureuse de Henry, professeur d'astrophysique. Cooperberg a un faible pour Katie, mais elle est avec un amoureux infidèle, Andy. Pendant ce temps, Gary et ses amis se demandent pourquoi McKinley n'a pas de petite amie. Susie et Ben, quant à eux, préparent un spectacle de danse.

## Fiche technique
- Titre : Wet Hot American Summer
- Réalisation : David Wain
- Scénario : David Wain et Michael Showalter
- Direction artistique : Bryan Hodge
- Décors : Mark White
- Décorateur de plateau : Lisa Crivelli Scoppa
- Costumes : Jill Kliber
- Directeur de la photographie : Ben Weinstein
- Montage : Meg Reticker
- Musique : Theodore Shapiro et Craig Wedren
- Casting : Susie Farris
- Production : Howard Bernstein
- Coproduction : David Wain et Michael Showalter
- Production associée : Howard Gertler
- Production exécutive : Jill Rubin
- Sociétés de production : Eureka Pictures et North Coast Group
- Sociétés de distribution  :  USA Films (cinéma), PolyGram Vidéo (DVD), Universal Home Entertainment (DVD)
- Pays d'origine :  États-Unis
- Langue originale : anglais
- Format : couleur - 35 mm - 1,85:1 - son Dolby Digital
- Genre : Comédie
- Durée : 97 minutes
- Date de sortie en salles : 2001 (États-Unis)

## Distribution
- Janeane Garofalo (VF : Vanina Pradier) : Beth
- David Hyde Pierce (VF : Pierre Tessier) : Henry Neumann
- Michael Showalter (VF : Valéry Schatz) : Gerald 'Coop' Cooperberg / Alan Shemper
- Marguerite Moreau (VF : Marie Zidi) : Katie
- Michael Ian Black (VF : Stéphane Fourreau) : McKinley
- Zak Orth (VF : Bruno Magne) : J. J.
- A. D. Miles (en) (VF : Glen Hervé) : Gary
- Paul Rudd (VF : Cédric Dumond) : Andy
- Christopher Meloni (VF : Jérôme Rebbot) : Gene
- Molly Shannon (VF : Véronique Desmadryl) : Gail von Kleinenstein
- Ken Marino (VF : Nessym Guetat) : Victor Kulak
- Joe Lo Truglio (VF : Marc Perez) : Neil
- Amy Poehler (VF : Marie-Laure Dougnac) : Susie
- Bradley Cooper (VF : Alexis Victor) : Ben
- Gideon Jacobs: Aaron
- Kevin Sussman: Steve
- Liam Norton (VF : Donald Reignoux) : Arty 'The Beekeeper' Solomon
- Marisa Ryan : Abby Bernstein
- Elizabeth Banks (VF : Marie-Eugénie Maréchal) : Lindsay
- Nina Hellman : Nancy

Version française (doublage réalisé en 2014) :
- Société de doublage : Deluxe Media Paris
- Direction artistique : Bruno Dubernat
- Adaptation des dialogues : Patrick Taïeb

## Autour du film
Le film a attendu trois ans pour avoir un financement. David Wain a révélé dans une interview que le budget de Wet Hot American Summer était de 1,8 million de dollars, alors que pour la promotion au Festival de Sundance en 2001, le long-métrage était annoncé comme tourné avec un budget de 5 millions de dollars, dans une tentative d'attirer une meilleure offre d'un distributeur.
En 2014, une préquelle, sous forme de mini-série télévisée de huit épisodes, a été commandée par la plateforme de SVOD Netflix, et a été diffusée en 2015. L'intégralité de l'équipe originale a pu participer au projet, des scénaristes et réalisateurs comme David Wain et Michael Showalter, aux comédiens, Amy Poehler à Bradley Cooper.